# Антарала

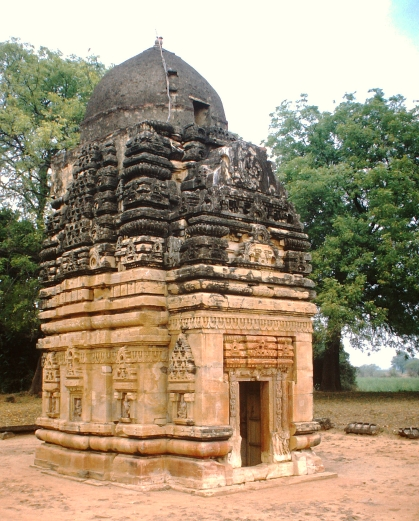
Индуистский храм Рамесвара-Махадева

Антарала (санскр: अन्तराल — внутренний дом) — в индуистском храме помещение между святилищем и залом для молящихся. Соответствует средокрестию нефа западноевропейского храма.
В брахманском храме антарала (другое название – коримандапа) служит переходным павильоном к святая святых – гарбхагриха. Вход в эту тёмную комнату со статуей божества, обычно, пышно украшен и составляет композиционный и смысловой центр антаралы. Узкий проем в стене концентрирует лучшую отделку павильона. В памятниках Северной Индии можно увидеть богатый рельефный декор, какой покрывает не только стену, но и колонны коримандапы. Зачастую она представляет собой вытянутый коридор и всегда сохраняет прямоугольные очертания. На примере Каджурахо можно увидеть роскошный переходной павильон, какой возвышается по центру мандапы.
Антарала находится только в крупнейших храмах, и во многих более мелких она полностью отсутствует. Например, сливаясь с молитвенным залом мукхамантапа или переходом шуканаси. Принимая вид коридора, зала или крытой галереи этот архитектурный элемент отмечает лиминальное пространство между внешним и божественным миром.